# Журавель (річка)
Журавель — річка в Україні, у Шосткинському районі Сумської області. Права притока Івотки (басейн Дніпра).

## Опис
Довжина річки 14 км., похил річки — 3,3 м/км. Площа басейну 49,2 км².

## Розташування
Бере початок на південному сході від Кам'янки. Тече переважно на південний захід через Дружбу і впадає у річку Івотку, ліву притоку Десни.